# Sourdun
Sourdun és un municipi francès, situat al departament de Sena i Marne i a la regió de Illa de França. L'any 2007 tenia 1.510 habitants.
Forma part del cantó de Provins, del districte de Provins i de la Comunitat de comunes del Provinois.

## Demografia

### Població
El 2007 la població de fet de Sourdun era de 1.510 persones. Hi havia 465 famílies, de les quals 85 eren unipersonals (27 homes vivint sols i 58 dones vivint soles), 146 parelles sense fills, 203 parelles amb fills i 31 famílies monoparentals amb fills.
La població ha evolucionat segons el següent gràfic:
Habitants censats

### Habitatges
El 2007 hi havia 523 habitatges, 464 eren l'habitatge principal de la família, 23 eren segones residències i 36 estaven desocupats. 507 eren cases i 15 eren apartaments. Dels 464 habitatges principals, 336 estaven ocupats pels seus propietaris, 120 estaven llogats i ocupats pels llogaters i 8 estaven cedits a títol gratuït; 1 tenia una cambra, 18 en tenien dues, 74 en tenien tres, 127 en tenien quatre i 244 en tenien cinc o més. 331 habitatges disposaven pel capbaix d'una plaça de pàrquing. A 188 habitatges hi havia un automòbil i a 243 n'hi havia dos o més.

### Piràmide de població
La piràmide de població per edats i sexe el 2009 era:
| Homes | Edats   | Dones |
| ----- | ------- | ----- |
| 0     | 95 o +  | 0     |
| 4     | 90 a 94 | 0     |
| 4     | 85 a 89 | 8     |
| 8     | 80 a 84 | 0     |
| 12    | 75 a 79 | 16    |
| 32    | 70 a 74 | 24    |
| 16    | 65 a 69 | 28    |
| 28    | 60 a 64 | 52    |
| 24    | 55 a 59 | 16    |
| 32    | 50 a 54 | 44    |
| 64    | 45 a 49 | 36    |
| 60    | 40 a 44 | 44    |
| 48    | 35 a 39 | 36    |
| 48    | 30 a 34 | 56    |
| 52    | 25 a 29 | 20    |
| 52    | 20 a 24 | 16    |
| 56    | 15 a 19 | 32    |
| 40    | 10 a 14 | 48    |
| 36    | 5 a 9   | 32    |
| 24    | 0 a 4   | 32    |

## Economia
El 2007 la població en edat de treballar era de 1.032 persones, 801 eren actives i 231 eren inactives. De les 801 persones actives 759 estaven ocupades (497 homes i 262 dones) i 43 estaven aturades (15 homes i 28 dones). De les 231 persones inactives 74 estaven jubilades, 69 estaven estudiant i 88 estaven classificades com a «altres inactius».

### Ingressos
El 2009 a Sourdun hi havia 483 unitats fiscals que integraven 1.340,5 persones, la mediana anual d'ingressos fiscals per persona era de 18.279 €.

### Activitats econòmiques
Dels 43 establiments que hi havia el 2007, 2 eren d'empreses alimentàries, 2 d'empreses de fabricació d'altres productes industrials, 7 d'empreses de construcció, 7 d'empreses de comerç i reparació d'automòbils, 2 d'empreses de transport, 4 d'empreses d'hostatgeria i restauració, 1 d'una empresa d'informació i comunicació, 2 d'empreses financeres, 2 d'empreses immobiliàries, 4 d'empreses de serveis, 7 d'entitats de l'administració pública i 3 d'empreses classificades com a «altres activitats de serveis».
Dels 12 establiments de servei als particulars que hi havia el 2009, 1 era una oficina de correu, 3 fusteries, 2 lampisteries, 2 electricistes, 1 empresa de construcció, 2 perruqueries i 1 restaurant.
L'únic establiment comercial que hi havia el 2009 era una fleca.
L'any 2000 a Sourdun hi havia 12 explotacions agrícoles.

## Equipaments sanitaris i escolars
L'únic equipament sanitari que hi havia el 2009 era una farmàcia.
El 2009 hi havia una escola elemental.

## Poblacions més properes
El següent diagrama mostra les poblacions més properes.